# Mercedes-Benz 130

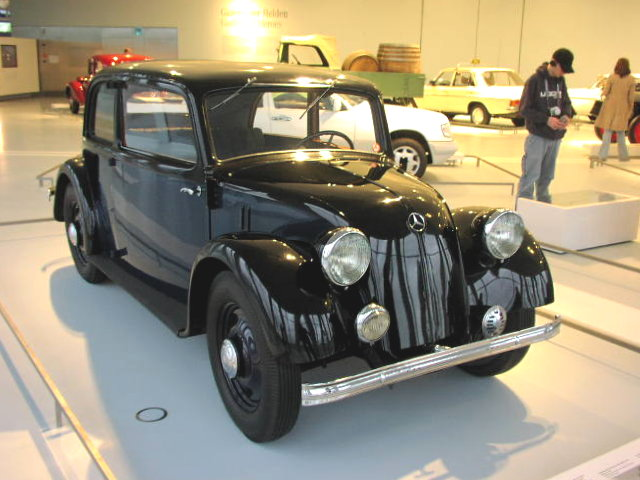
Mercedes-Benz 130 (1935)

În perioada 1931-1939 producția Daimler-Benz s-a axat pe câteva modele cu motorul amplasat în spate (Mercedes-Benz 130, 150 și 170 H), precum și pe crearea unor noi prototipuri. Cifrele de producție au înregistrat valori destul de mici pentru toate aceste modele, mai ales în comparație cu cele înregistrate de modelele clasice ale producătorului, cu motorul în față. 

## Evoluție și prototipuri (W17 / W25D)

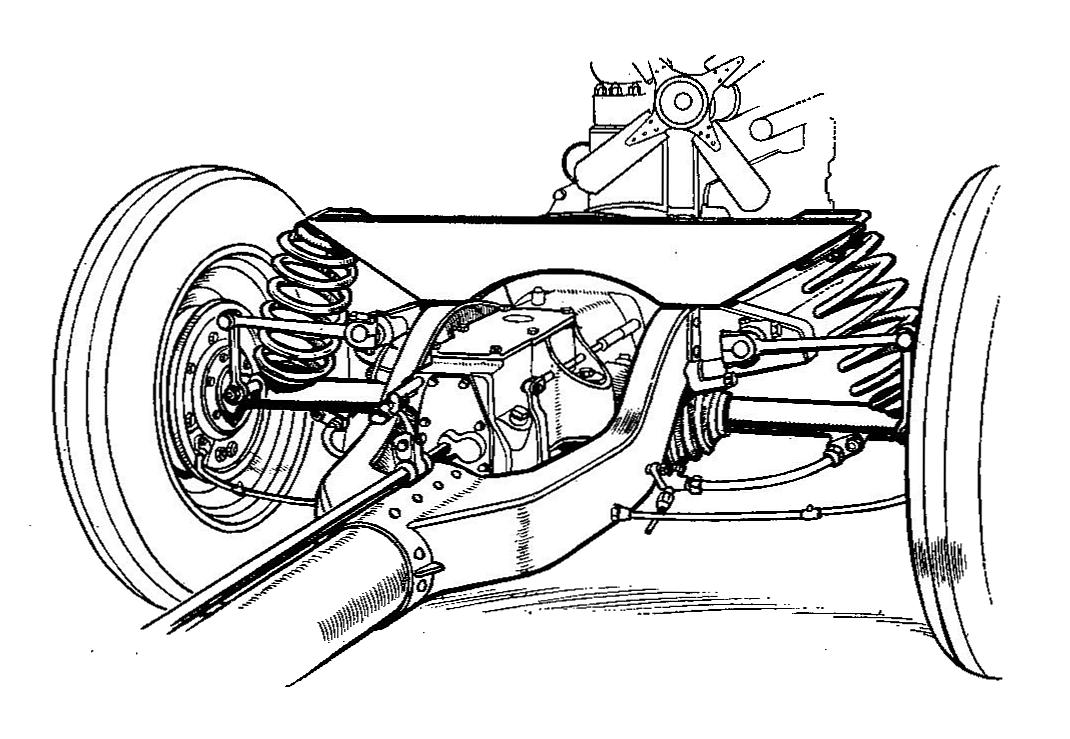
Mercedes 130H: șașiu cu arbore tubular și brațul suspensiei spate

La începutul anilor 1930, din dorința de a obține forme cât mai aerodinamice, se profilează ideea generală de a muta motoarele automobilelor din față, către spate. O astfel de schimbare ar permite producătorilor reducerea dimensiunilor compartimentului din față al oricărei mașini. În acelați timp, extinderea compartimentului din spate echivalează cu obținerea unui spațiu mai mare deasupra și în continuarea osiei din spate. Ba mai mult, odată cu mutarea mororului în spate, arborele motor poate fi complet eliminat. Cea mai renumită astfel de schimbare este ceaadoptată în cazul mașinilor Tatra, sub conducerea lui Hans Ledwinka.
În 1930, Dailer-Benz AG îl însărcinează pe Hans Nibel cu creearea unui automobil de dimensiuni reduse și cu motorul în partea din spate, care să respecte aceleași principii. Astfel, în 1931, ia naștere modelul Typ W13, sau 120, un automobil cu 2 uși și 4 locuri, dotat cu roți perfect verticale atât în față, cât și în spate. Motorul acestuita, montat în partea din spate, era unul orizontal cu 4 cilindri dispuși paralel și o capacitate de 1.200 cc, dezvoltând o putere de 25 cp (18.4 kW). De asemenea, s-a încercat construirea unui motor cu 4 cilindri montați în serie. În anul 1933, Mercedes a construit un model cu partea din față aproape identică cu cea a lui VW Beetle, dar cu un spate ceva mai alungit. Osia din față a modelului W25 D, sau 175, este aplecată ușor spre în spate, iar „coada de rândunica” amplasată pe mijlocul capotei din spate împarte în două peisajul vizibil prin luneta ovală, fapt care anticipează luneta mica, ovală și împărțită în două a celui cea avea să fie VW Beetle, formă denumită popular “covrig”. Inițiala „D” includă în denumirea noului model se referă strict la motorul diesel cu trei cilindri OM 134, care dezvoltă o putere de 30 cp (22 kW). Dar, din cauza nivelului mare de zgomot produs, acest model este respins, astfel că au existat doar 12 exemplare de acest fel, care au fost asamblate doar pentru teste.

## Mercedes-Benz 130 (W23)

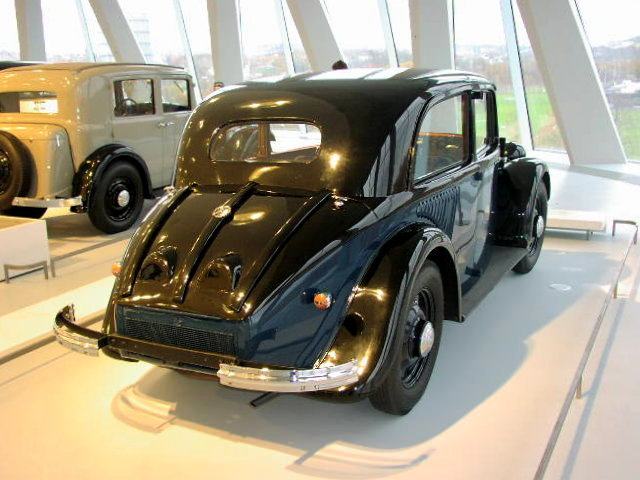
Mercedes-Benz 130 (1935)

Mercedes-Benz 130 H este un automobil produs în Germania, într-un număr foarte restrâns de exemplare, în anii 1930. Acesta a fost prezentat în februarie 1934 la Berlin Car Show. 
Proiectat de Hans Nibel, inginer-șef al Mercedes-Benz, modelul 130H a avut ca sursă de inspirație seria Tropfenwagen  a lui Edmund Rumpler. Cele două modele dispuneau de același șasiu, cel creat de Rumpler pentru mașina produsă de el între anii 1923 și 1926.
Creat în 1931 de Nibel, modelul dispune de un motor cu patru cilindri cu valve laterale și o capacitade de 1.3 litri. Acesta era montat în partea din spate, de unde și “H”-ul din denumire – de la heck din limba germană, care înseamnă spate. Datorită suflantei amplasate între arcurile elicoidale din spate, conducea o transmisie cu trei viteze înainte, plus un overdrive semi-automat care nu necesita folosirea unui ambreiaj. automobilul era dotat cu o transmisie cu trei trepte superioare de viteză, la care se adaugă una semiautomată de supraalimentare, care nu necesită utilizarea ambreajului. (Același principiu a fost adoptat și de Cord pentru modelul 810, în anul 1935, însă acesta nu a fost niciodată lansat). Structura de bază a șasiului i se datorează, în parte, lui Hans Ledwinka, iar suspensia era independentă la toate cele patru colțuri. iar suspensiile erau independente în toate cele 4 colțuri ale automobilului. Daimler-Benz a demarat producția lui 130H în 1934. Datorită sistemului de suspensii de care dispunea, manevrarea automobilului s-a dovedit a fi una anevoioasă,  dar total potrivită pentru străzile germane la vremea respectivă, în timp ce calitatea deplasării cu un astfel de autovehicul era una superioară în comparație cu ce ar fi avut de oferit oricare ală mașină disponibilă în Germania la vremea respectivă.
Motorul dezvolta o putere de 26 PS (19 kW) și avea capacitata de a populsa sedanul cu 2 uși cu o viteză de 92 km/h. Cutia de viteze sincronizată în patru trepte (care mai târziu avea să fie redenumită drept “3 + E” de către cei de la VW) este amplsată înaintea axului din față, echilibrul realizându-se cu ajutorul unor arcuri elicoidale. Axul din față este echipat și cu două arcuri cu foi transversale.
Modelul a intrat pe piață cu versiunile de sedan, sedan cu plafon deschis sau decapotabil (fie cu, fie fără, copertină tip cabrio, și fără ferestre laterale), fiecare dintre aceste modele dispunând de o caroserie cu 2 uși. Datorită designului neechilibrat (2/3 din sarcina totală era susținută de axul din spate) manevrarea mașinii era cel puțiun ciudată. Date fiind cifrele foarte mici de vânzări, producția modelului a fost întreruptă în 1936.
Nibel a înlocuit 130H, cu un model ceva mai puternic: 150H, al cărui șasiu este proiectat de Max Wagner, de la Daimler.

## Mercedes-Benz 150 (W30)
Mercedes-Benz 150 H este un prototip de automobil sport pentru curse, construit în Germania, în anii 1930. În anul 1935, acesta a fost creat pe baza structurii predecesorului său, modelul 130, cu deoosebirea că, deși avea tot 2 uși, avea și doar 2 locuri și un motor cu mult mai puternic. Acesta avea o capacitate de 1,498 cc și dezvolta o putere de 55 PS (40 kW), iar viteza maximă era de 125 km/h.
Conceput de Hans Nibel, inginer-șef al Mercedes-Benz, 150H a fost inspirat de seria Tropfen- Auto a lui Edmund Rumpler. Acesta dispunea șasiul mașinilor de curse seria Tropfenwagen ale lui Rumpler, serie produsă între 1923 și 1926, bazat fiind totuși, pe structura de bază a șasiului predecesorului său, 130H.
Creat în 1934 de către Hans Nibel, împreună cu inginerul specializat în proiectarea șasiurilor Max Wagner, 150H este un automobil sport, co două locuri, tip roadster. Acesta este dotat cu  un sistem de suspensii bazat pe arcuri lamelare transversale, care susțin axul din față, iar axul mobil din spate dispunând de arcuri elicoidale . În plus, automobilul este propulsat de un motor OHC în 4 cilindri cu o capacitate de 1.498 cc (91,4 cu in), cu un sistem de răcire cu apă și care produce 55 CP (41 kW), montat în partea din spate, de unde și “H”-ul din denumire – de la heck din limba germană, care înseamnă spate. Radiatorul este amplasat în spatele acestuia, deasupra axului transversal,  împreună cu o suflantă centrifugă (reminiscență a VW Type 1), care alimenatează atât radiatorul, cât și carburatorul.  Automobilul dispunea de jante lamelare, parbriz stil DuVal, roată de rezervă amplasată lateral (prinsă cu ajutorul unor curele) și tre faruri – cel de-al treilea fiind montat oe marginea capotei din față, deasupra barei de protecție.
Singura versiune disponibilă a acestui model este acea de Sport Roadster. Rezervorul, care la 130H era montat deasupra motorului, a fost mutat în compartimentul din față, astfel că mașina nu dispunea de un spațiu pentru depozitarea bagajelor. În aceste condiții, practicabilitatea șui 150H era una foarte scăzută, iar prețul unul destul de ridicat, ajungând la 6600 RM; prin comparație, Mercedes-Benz 170 V avea un preț de doar 5500 RM . În 1936, producția modelului este întreruptă, din cauza vânzărilor foarte scăzute.
Șase exemplare 150H au fost construite cu caroserie tip coupé,  “cu un contur aerodinamic care nu fac altceva decât să prevestească VW Beetle”. Acestea au participat la numeroase raliuri, dovedindu-se a fi mult mai ușor de manevrat decât predecesoarele lor, 130H. Toate acestea s-au petrecut înainte ca Nibel și Wagner să se dedice mașinilor de talie Grand Prix. Au fost produse doar 20 de exemplare, înainte ca modelul 150H să fie complet abandonat, în 1936.
Ultimul exemplar existent din seria 150 Sport Roadster a fost complet restaurat din punct de vedere mecanic, de către Mercedes-Benz Classic Center USA din Irvine, California, în 2010.

## Mercedes-Benz 170 H (W28)

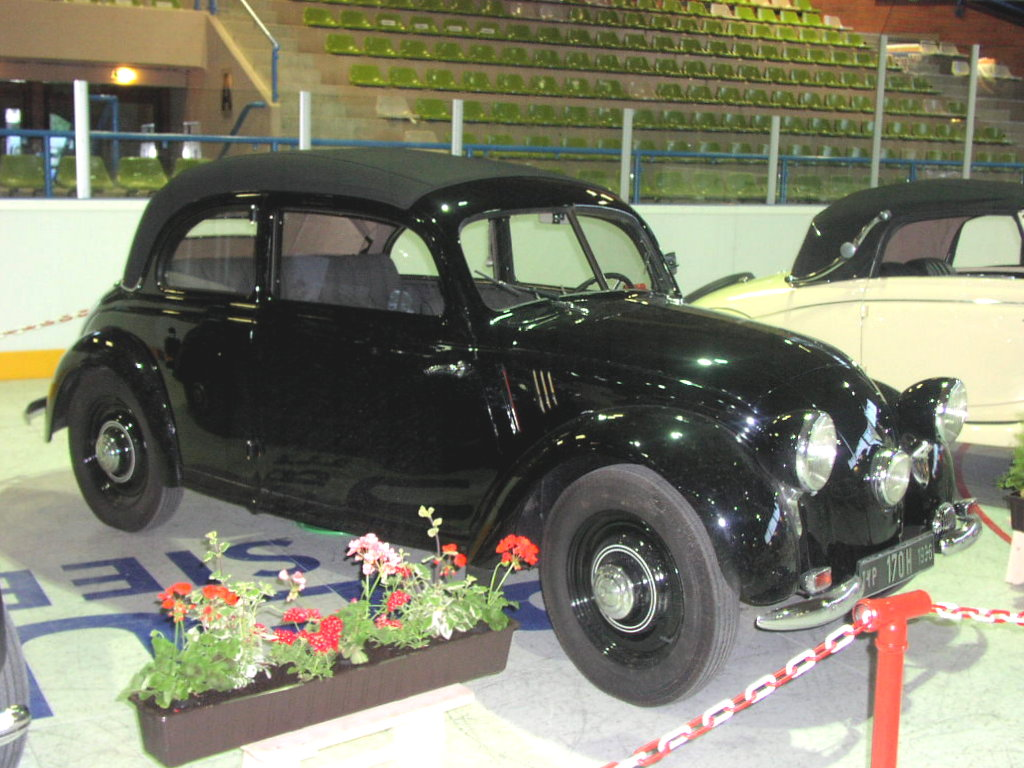
Mercedes-Benz 170 H (1936)

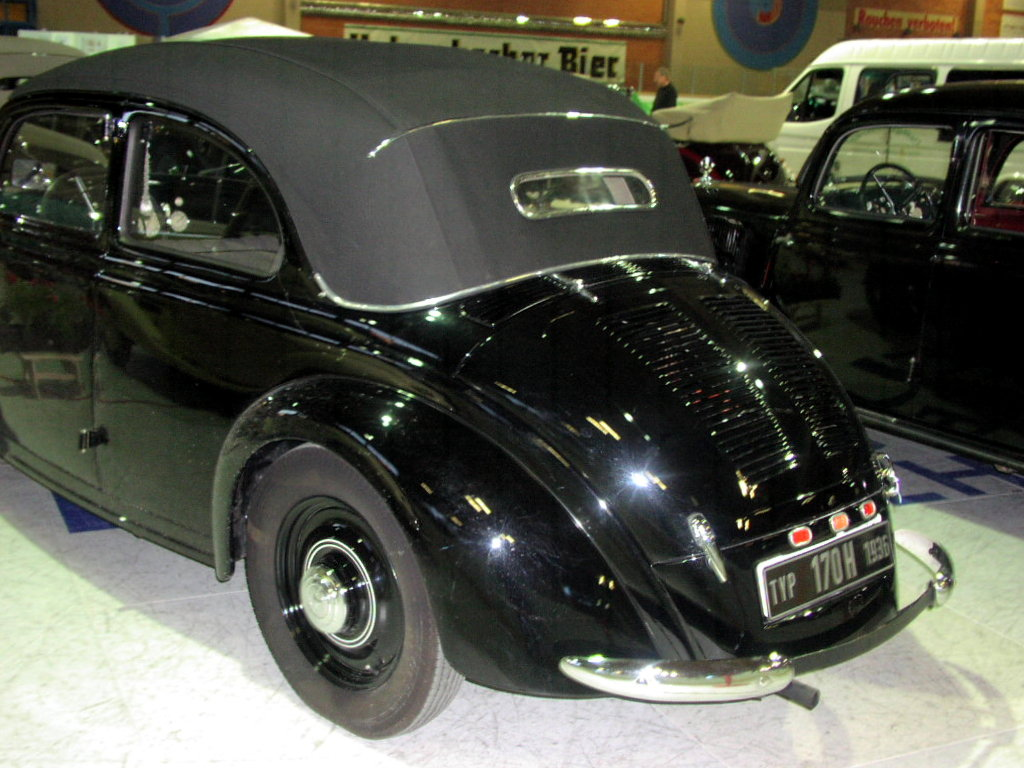
Mercedes-Benz 170 H (1936)

În 1936, în vreme ce continua să producă clasicul Mercedes-Benz 170V cu motor frontal, Daimler-Benz AG prezintă noul Mercedes-Benz 170H care dispunea de aceeași motorizare cu cea a lui 170V, cu o arhitectură derivată din cea a lui 130, predecesorul său. Seria 170H era acționat de un motor ăn patru cilindri și cu o capacitate de 1697 cc, care dezvolta o putere de 38 PS (28 kW). Inițiala “H” din denumire venea de la “Heckmotor”, sau motor amplasat în partea din spate.
Prețul noii serii era considerabil mai mare decât cel al lui 170V (170V sedan cu 2 uși – 3750 RM, 170H – 4350 RM), deși dispunea de un portbagaj cu mult mai mic, avea un motor cu mult mai zgomotos și o manevrabilitate mult mai mică (deși era mai ușor de manevrat decât seria 130). În ciuda acestor dezavantaje, confortul oferit era unul sporit, fiind astfel considerată o mașină mult mai “rafinată”. Chiar și așa, vânzările înregistrate pentru acest model au fost mult mai mici decât cele ale modelului 170V. În afară de sedanul simplu, seria includea și un sedan decapotabil. Producția a fost întreruptă în 1939 din cauza Războiului, dar și din cauza cererii foarte scăzute.
Patruzeci de ani mai târziu, unul dintre purtătorii de cuvânt ai companiei susține că lipsa succesului comercial al 170H se datorează faptului că motorul era montat în partea din spate, ceea ce duce la absența “radiatorului supraadimensionat caracterictic pentru mașinile produse de Mercedes-Benz”. Același purtător de cuvânt se străduiește să convingă că orice similiaritate de design sau dotări între 170H și Volkswagen Beetle se datorează faptului că Dr. Porsche, creatorului Volkswagen, a ocupat funcția de inginer-șef la Daimler-Benz între 1923 și 1928, perioada în care mașinile mici cu motor în spate produse de Mercedes-Benz se aflau în plin proces de dezvoltare.
Deoarece aceste mașini, spre deosebire de surorile lor cu motorul în față, nu erau folosite pe scară largă și nici nu erau potrivite pentru a dispune de sistemul de generator cu gaze produse prin ardere, noile 170H nu au fost confiscate de Wehrmacht . Prin urmare, un număr destul demare al exemplarelor produse au fost păstrate de proprietari, fără a fi suferit prejudiciile războiului, dar cele mai multe dintre ele au fost folosite “până la epuizare” în primii ani de după încheierea războiului. În prezent, acestea au rămas unele dintre cele mai rare și mai căutate modele Mercedes-Benz.
În plus, inginerul Karl Schlör, angajat al companiei Krauss Maffei, s-a folosit de șasiul lui 170H pentru a creea un vehicul tip „Streamliner”, de forma unei capsule, cunoscut ca Schlörwagen (poreclită chiar „Egg” („Oul”) sau „Pillbug”).   În cadrul testărilor în tunelul cu curenți de aer specifice perioadei de dinaintea celui de-Al Doilea Război Mondial, acesta a înregistrat un coeficient de rezistență cu o valoare uimitoare de 0.113. Acesta a fost expus la Berlin Auto Show în 1939, însă destinația sa ulterioară rămâne necunoscută.